# Nalfurafin
Nalfurafin (INN i USAN, takođe poznat kao AC-820, TRK-820, Remitch) je κ-opioidni agonist. On je u prodaji za lečenje uremijske pruritusa kod ljudi koji su na hemodijalizi. Od januara 2010 on se takođe ispituje za lečenje pruritusa kod pacijenata sa hroničnim oboljenjem jetre.

## Literatura
1. ↑  „Statement on a Nonproprietary Name adopted by the USAN Council” (PDF). Архивирано из оригинала (PDF) 07. 02. 2012. г. Приступљено 22. 05. 2011.
2. ↑  „AC-820”. Acologix. 2009. Архивирано из оригинала 16. 02. 2015. г. Приступљено 22. 05. 2011.
3. ↑   NCT00638495 Phase II Study of TRK-820 Soft Capsules — Intractable Pruritus in Patients With Chronic Liver Disease

## Spoljašnje veze
|  | Molimo Vas, obratite pažnju na važno upozorenje u vezi sa temama iz oblasti medicine (zdravlja). |